# Jan Śniadecki
Jan Śniadecki (29. srpna 1756 Żnin, Pruské království – 9. listopadu 1830 Vilnius, Ruské impérium) byl polský matematik, astronom a filozof; bratr Jędrzeje Śniadeckého.
Studoval na Jagellonské univerzitě v Krakově a v Paříži. Byl rektorem císařské univerzity ve Vilniusu, člen Komise pro národní vzdělávání a ředitelem observatoří v Krakově a Vilniusu.
Publikoval mnoho odborných prací, včetně pozorování asteroidů. Jeho práce O Rachůnka losów z roku 1817 byla průkopnickým dílem zabývajícím se pravděpodobností.

## Dílo
- 1783 – Rachunku algebraicznego teoria
- 1804 – Geografia, czyli opisanie matematyczne i fizyczne ziemi
- 1802 – O Koperniku, životopis Mikuláše Kopernika
- 1817 – O rachunku losów
- 1817 – Trygonometria kulista analitycznie wyłożona
- 1819 – O pismach klasycznych i romantycznych
- 1821 – Filozofia umysłu ludzkiego